# Glenn Bryce
Pas d'image ? Cliquez ici

a Compétitions nationales et continentales officielles uniquement.

b Matchs officiels uniquement.
Dernière mise à jour le 24 juillet 2021.
Glenn Bryce, né le 7 juin 1991 à Alloa (Écosse), est un joueur écossais de rugby à XV et de rugby à sept évoluant au poste d'arrière ou d'ailier (1,88 m pour 85 kg). Il joue au sein de la franchise des Giltinis de Los Angeles en Major League Rugby depuis 2021. Il est le frère cadet de l'international écossais Kevin Bryce.

## Carrière

### En club
- 2011-2013 : Jersey RFC
- 2014-2016 : Glasgow Warriors
- 2016-2018 : Edinburgh Rugby
- 2019-2021 : Glasgow Warriors
- 2021- : Los Angeles Giltinis

## Palmarès

### En club
- Vainqueur du Pro 12 en 2015
- Vainqueur de la National League One en 2012